# Jean de Leusse
Pour les articles homonymes, voir Leusse.
Jean, comte de Leusse, né le 8 février 1877 à Cannes (Alpes-Maritimes) et mort le 25 août 1963 à Reichshoffen (Bas-Rhin), est un homme politique français.

## Biographie

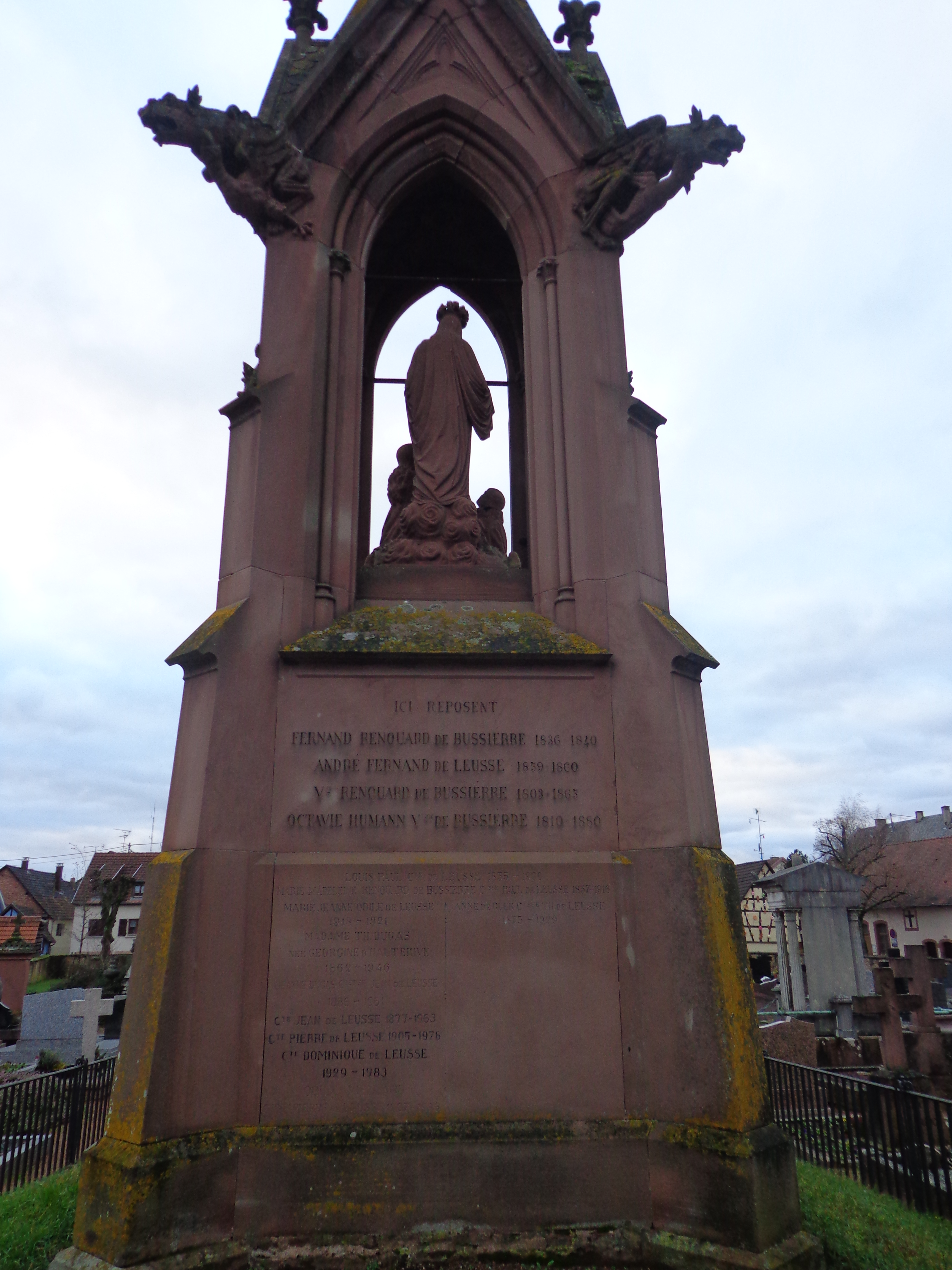
Monument funéraire des familles de Bussierre et de Leusse à Reichshoffen. Le nom de Jean de Leusse figure sur la liste commémorative.

Fils de Paul-Louis de Leusse et propriétaire foncier, il se lance en politique dès le retour de l'Alsace-Moselle à la France.
- Maire de Reichshoffen de 1919 à 1940
- Député du Bas-Rhin de 1919 à 1924
- Sénateur du Bas-Rhin de 1927 à 1940 (Union populaire républicaine puis Action populaire nationale d'Alsace)

Le 10 juillet 1940, il vote les pleins pouvoirs au maréchal Pétain. Arrêté par les Allemands, il arrive à se réfugier en Suisse. Bien que relevé de son inéligibilité en 1944, il ne retrouve pas de mandat politique.